# USS LST-771
O USS LST-771 foi um navio de guerra norte-americano da classe LST que operou durante a Segunda Guerra Mundial.